# Sulyok Dezső-emlékérem
A Sulyok Dezső-emlékérem (a létesítő jogszabály szerint Sulyok Dezső Emlékérem)  Magyarországon az igazságügyminiszter által adományozható díjak egyike. Széles körben köztiszteletben álló, jogászi, valamint a demokratikus jogállamiságért tett tevékenység elismeréseként adományozható. Átadására általában március 28-án, Sulyok Dezső születése évfordulóján, azonban az első alkalommal 2018 februárjában kerül sor.

## Főbb szabályai
Évente legfeljebb egy fő részére adományozható. A díjazott egy emlékérmét, valamint  az adományozásról igazoló oklevelet kap. A díjhoz 800 ezer Ft összegű pénzjutalom jár.